# Kanonierki typu Medina
Kanonierki typu Medina – 12 nietypowych kanonierek typu Rendel zbudowanych dla brytyjskiej Royal Navy w latach 1876-1877. W odróżnieniu od większości innych kanonierek tej klasy, typ Medina wyposażony został w maszty. Wszystkie 12 kanonierek zostało zbudowanych w stoczni Palmers Shipbuilding and Iron Company i otrzymały nazwy pochodzące od nazw rzek. Z powodu ich nietypowego wyglądu i proporcji, zostały one określone jako „najbardziej groteskowe okręty kiedykolwiek zbudowane”.

## Opis konstrukcji
Kanonierki typu Medina liczyły 110 stóp długości, 34 stopy szerokości oraz 9 stóp i sześć cali zanurzenia (33,5 x 10,4 x 2,9 m).
Okręty miały konstrukcję całkowicie żelazną, napęd zapewniały im dwu-cylindrowa maszyna parowa o mocy 60 NHP (230 kW) które dawały im maksymalną prędkość 9½ węzłów, dodatkowo zostały wyposażone w trzy maszty z ożaglowaniem barkentyny. W późniejszym czasie usunięto z nich całe ożaglowanie, a trzy maszty zostały zastąpione dwoma prostymi masztami bez żagli.
Początkowo okręty uzbrojone były w armaty ładowane odprzodowo, w późniejszym czasie zostały przezbrojone ładowane odtylcowo armata 4,7-calowe.

## Lista okrętów
- „Medina”
- „Medway”
- „Sabrina”
- „Spey”
- „Tay”
- „Tees”
- „Dee”
- „Don”
- „Esk”
- „Slaney”
- „Trent”
- „Tweed”